# Bistum San Carlos de Ancud
Das Bistum San Carlos de Ancud (lat.: Dioecesis Sancti Caroli Anduciae, span.: Diócesis de San Carlos de Ancud) ist eine in Chile gelegene Diözese der römisch-katholischen Kirche mit Sitz in Ancud.

## Geschichte
Das Bistum San Carlos de Ancud wurde am 1. Juli 1840 durch Papst Gregor XVI. mit der Päpstlichen Bulle Ubi Primum aus Gebietsabtretungen des Bistums Concepción errichtet. Das Bistum gab in seiner Geschichte mehrmals Teile seines Territoriums zur Gründung neuer Bistümer ab. Es ist dem Erzbistum Puerto Montt als Suffraganbistum unterstellt. 

## Bischöfe von San Carlos de Ancud
- Justo Donoso Vivanco, 1848–1853, dann Bischof von La Serena
- Vicente Gabriel Tocornal Velasco, 1853–1857
- Juan Francisco de Paula Solar Mery OdeM, 1857–1882
- Agustín Lucero Lazcano OP, 1886–1897
- Ramón Angel Jara Ruz, 1898–1909, dann Bischof von La Serena
- Pedro Armengol Valenzuela Poblete OdeM, 1910–1916
- Luis Antonio Castro Alvarez SS.CC., 1918–1924
- Abraham Aguilera Bravo SDB, 1924–1933
- Ramón Munita Eyzaguirre, 1934–1939, dann Bischof von Puerto Montt
- Hernán Frías Hurtado, 1940–1945, dann Bischof von Antofagasta
- Cándido Rada Senosiáin SDB, 1945–1949
- Augusto Osvaldo Salinas Fuenzalida SS.CC., 1950–1958, dann Bischof von Linares
- Alejandro Durán Moreira, 1959–1966, dann Bischof von Los Ángeles
- Sergio Otoniel Contreras Navia, 1966–1974, dann Weihbischof im Erzbistum Concepción
- Juan Luis Ysern de Arce, 1974–2005
- Juan María Florindo Agurto Muñoz OSM, seit 2005